# Кускусоподібні
Кускусоподібні (Phalangeriformes), або дворізцеві (Diprotodontia) — найчисельніший ряд сумчастих, на який припадає майже половина їх різноманіття. У ряді налічують 11 родин і 150 сучасних видів. Такі відомі представники сумчастих як кенгуру та коали належать до цього ряду. До нього ж належали і найбільші, тепер вже вимерлі, сумчасті з роду Diprotodon, а також найбільший хижий сумчастий — Thylacoleo carnifex.
Представники цього ряду дуже відрізняються за розмірами, зовнішнім виглядом та способом життя. Найбільший сучасний представник це рудий кенгуру (Macropus rufus) дорослі самці якого можуть важити до 100 кілограмів, а найменший Acrobates pygmaeus важить лише 15 грамів. У більшості це травоїдні тварини і лише деякі види вторинно комахоїдні й зрідка ловлять дрібних хребетних. Деякі види спеціалізуються на харчуванні соком та нектаром рослин.
Різноманітність дворізцеподібних пояснюється різноманітністю екологічних ніш, які вони займають, а представники цього ряду освоїли практично усі види наземних ландшафтів тих місць, де вони живуть. Серед них є довгоногі жителі відкритих просторів кенгуру, літуни з надродини Petauroidea, що мешкають у кроні дерев і розвинули в себе шкіряну перетинку між кінцівками, завдяки якій ширяють з гілки на гілку. Опецькуваті вомбати риють глибокі нори своїми довгими кігтями, а кускуси мають чіпкі хвости.

## Поширення
Дворізцеподібні мешкають в Австралії, Тасманії, Новій Гвінеї та багатьох островах Південно-Східної Азії від Сулавесі до Соломонових островів. Кускусів (вид Trichosurus vulpecula) та валабі було інтродуковано до Нової Зеландії. Валабі що втекли з зоопарків та приватних володінь утворили дикі популяції в Англії, особливо численні на острові Мен.
Цікаво, що хоч дворізцеподібні живуть і в Австралії й у Новій Гвінеї, ще відносно недавно, кількадесят тисяч років тому, були частиною материка Сахул, але зараз лише п'ять видів цього роду живуть і там і там, причому в Австралії вони мешкають лише у Північному Квінсленді й, імовірно, є пізніми прибульцями.
Як вже згадувалося вище, дворізцеподібні освоїли практично усі види наземних екосистем тих місць, де вони живуть. Єдиним винятком є вода — серед представників цього ряду немає жодного водного чи напівводного виду. Останнє є спільною рисою усіх сумчастих — внаслідок вирощування дитинчат у сумці вони в принципі не можуть освоїти водне середовище.
У густих тропічних лісах живуть кускуси та деревні кенгуру (Dendrolagus). У світлих евкаліптових та саванах мешкають коали та різноманітні валабі. Сірі кенгуру віддають перевагу вологим саванам де багато дерев, а їх руді родичі живуть навіть в сухих напівпустелях та пустелях центральної Австралії. Гірські валабі уподобали кам'янисті гірські схили, а малі бураміси живуть на кам'янистих схилах високо в горах, де півроку лежить сніг.
Сучасний ареал багатьох видів склався під впливом людей — наприклад багато дрібних валабі колись жили на значних просторах материкової Австралії, але після завезення нових хижаків, таких як лисиці та коти, вціліли лише на островах, де й досі нема цих чужих для місцевої екосистеми видів. З іншого боку, деякі види призвичаїлися жити поруч з людьми не лише в агроценозах, але навіть на околицях міст.

## Походження та характерні риси
Дворізцеподібні відомі з пізнього олігоцену і їх найстарші знахідки мають вік близько 25 мільйонів років. Однак різноманіття видів дає привід припускати, що сам ряд є стародавнішим. Аналіз даних молекулярно-генетичних досліджень свідчить, що дворізцеподібні відділилися від інших представників надряду австралійських сумчастих (Australidelphia) десь між пізнім палеоценом та раннім еоценом і розподілилися на родини до раннього міоцену, за винятком кенгурових щурів (Potoroidae) та власне кенгурових (Macropodidae) які розділилися десь в середньому міоцені.
Спільними для усіх представників ряду є дві риси — власне дворізцевість та синдактилія на задніх кінцівках. Окрім дворізцеподібних більше ні в яких сумчастих одночасно ці дві риси не спостерігаються.
Характерною особливістю представників ряду є будова зубів. Усі види мають два великі різці на нижній щелепі. Ці великі різці, очевидно, нагадують будову зубів у іншої групи травоїдних ссавців — гризунів і мають таке саме призначення — обкусування рослин. При цьому більшість видів мають три пари різців на верхній щелепі, хоча у вомбатів збереглася лише одна, а деякі мають другу пару маленьких різців на нижній. Оскільки дворізцеподібні еволюціонували як травоїдні, вони втратили ікла і зараз на місці, де вони мали б знаходитися, ніяких зубів нема. Ця втрата була настільки повною, що навіть в хижих сумчастих левів ікл не було.

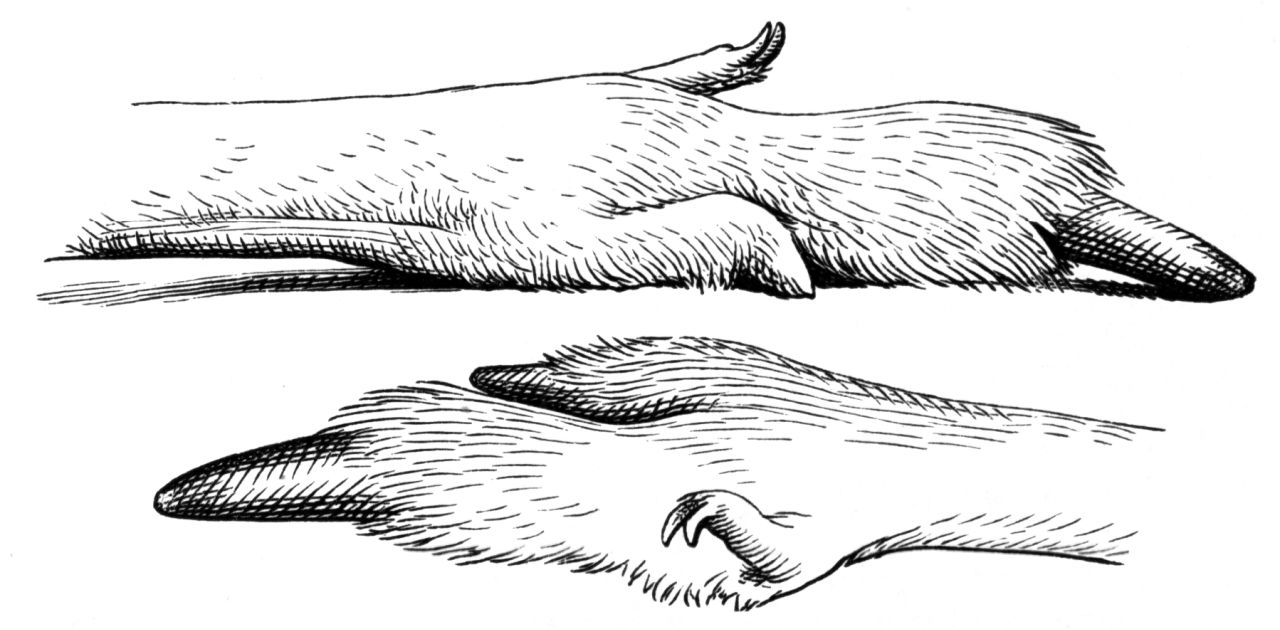
Малюнок лапи кенгуру, збоку видно характерну ознаку ряду дворізцеподібних — другий-третій палець з подвійними кігтями

Другою принциповою особливістю дворізцеподібних є синдактилія на задніх лапах. Синдактилія в перекладі означає зрощення пальців — у дворізцеподібних другий та третій палець задніх кінцівок повністю (включно з костями) зрослися, але при цьому зберегли окремі кігті. При цьому в багатьох видів четвертий палець збільшений, а п'ятий або дуже маленький, або ж узагалі відсутній.
Обидві характерні риси дворізцеподібних пояснюються їх еволюцією. Великі різці потрібні були тваринам для об'їдання рослин, а синдактилію вважають еволюційним пристосування для лазіння по деревах. До речі, в багатьох видів на передніх кінцівках перші два пальці протистоять іншим трьом, завдяки чому тварини можуть обхоплювати гілки пальцями й долонями приблизно так, як це роблять люди. Це протиставлення так само вважається пристосуванням до життя на деревах, бо дозволяє ліпше лазити. Тобто дворізцеподібні виникли як група відносно невеликих травоїдних деревних тварин. За палеонтологічними даними в пізньому олігоцені Австралія була вкрита густими лісами, що контрастує з теперішніми обширами континенту вкритими переважно скребом.
Окрім синдактилії та власне дворізцеповості представники ряду мають й інші характерні риси. У дворізцеподібних спостерігається редукція верхніх різців до трьох чи, в деяких випадках, навіть менше пар. Селенодонтія верхніх молярів — на зубах є гребені чи виступи півмісяцевої форми. У дворізцеподібних є перемички між великими півкулями, а також значні області нової кори (неокортексу), тимус у шийному відділі, винятково складна морфологія нижньощелепної ямки в основі черепа та деякі інші особливості будови черепа.
Як типові сумчасті, дворізцеподібні мають сумку, в якій виношують недорозвинутих малюків. У більшості дворізцеподібних сумка відкривається вперед і лише у вомбатів та коал — назад. У вомбатів це пояснюється тим, що вони є нірними тваринами, яким доводиться відкидати назад землю під час риття і земля забивалася б у відкриту спереду сумку. Для коал, котрі живуть на деревах, подібна будова сумки нелогічна, тож вважається, що вона залишилася від їх наземних предків, що жили в норах.
Дуже характерну зовнішність мають представники родини кенгурових (Macropodidae) — їх задні ноги дуже сильні та довгі та значно більші за передні, власне з латини macropos перекладається як «великостопі».

## Конвергенція

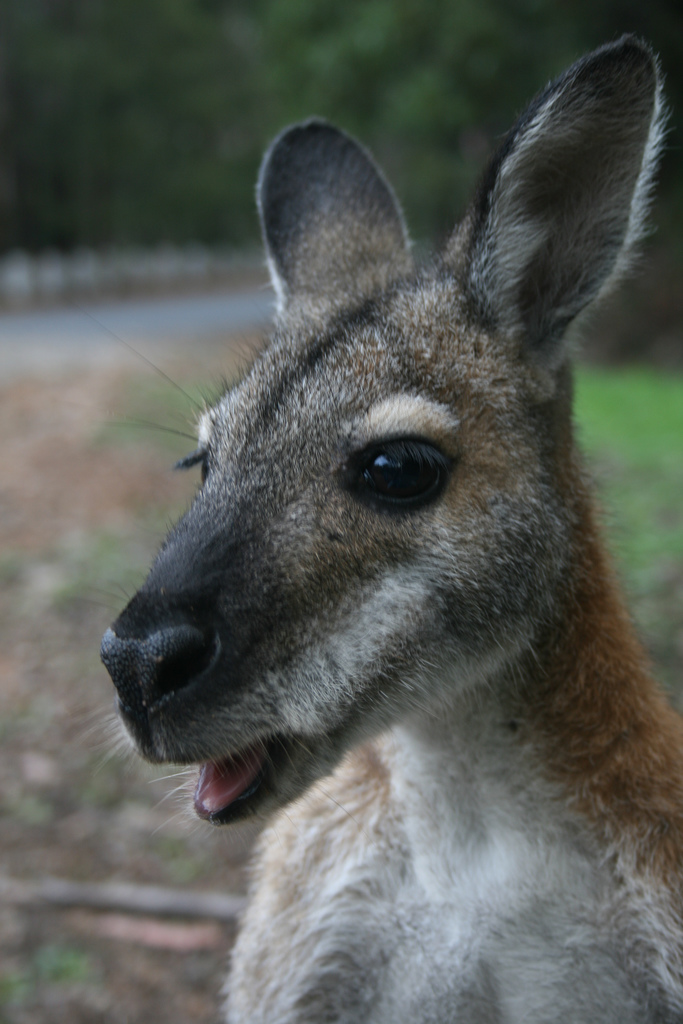
Портрет кенгуру.

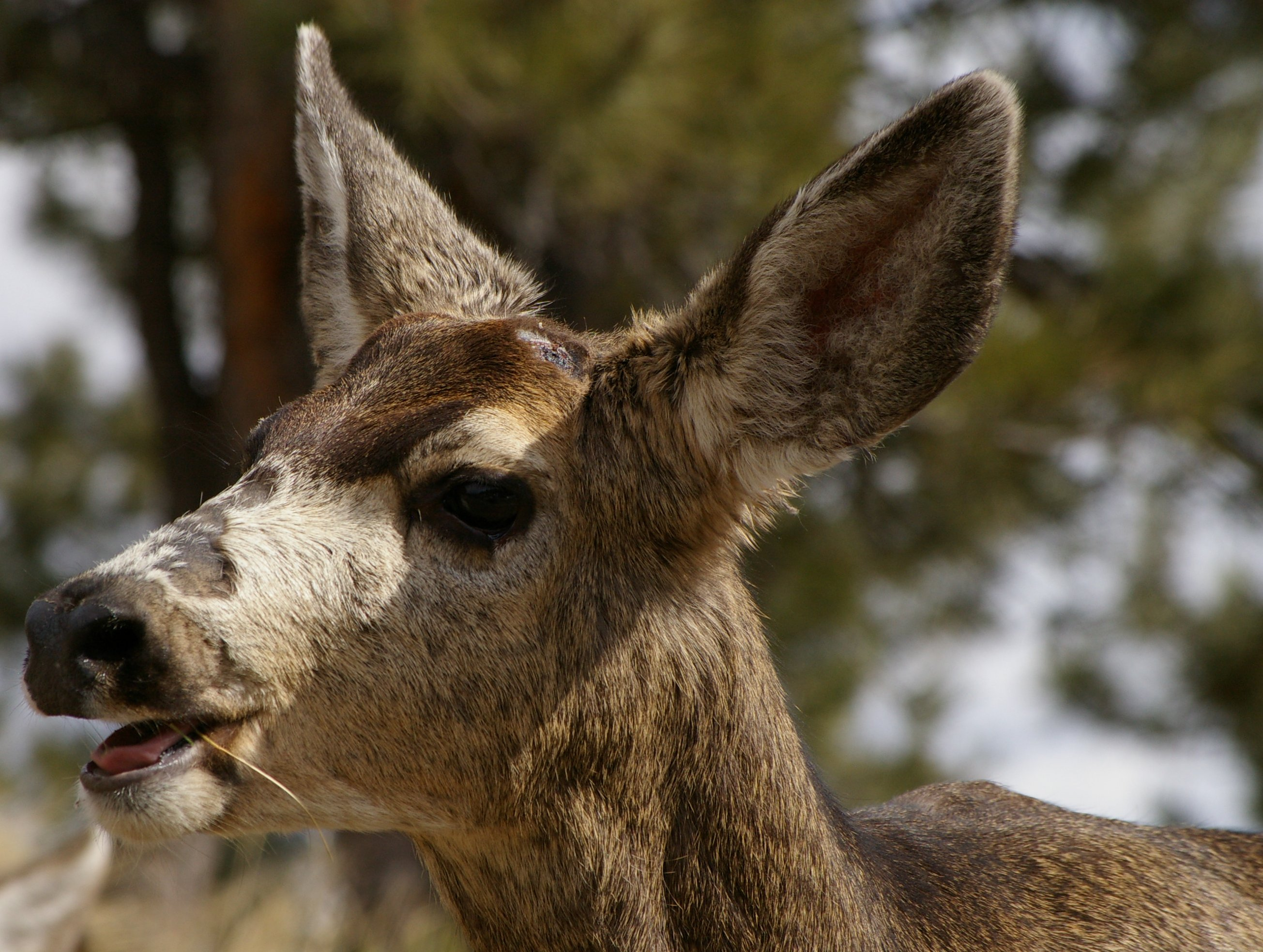
Портрет оленя. Їх останні спільні предки жили в мезозої й нагадували землерийок.

Попри усю різноманітність та своєрідність дворізцеподібних, серед плацентарних можна знайти тварин, що мають дуже схожі риси, набуті внаслідок конвергентної еволюції.
Наприклад, кенгуру багато в чому нагадують оленів. Голова кенгуру дуже схожа на оленячу — довгий писок, який потрібний аби забезпечити місце для пережовування корму, випростані великі вуха, що попереджають тварину про наближення хижаків, великі банькуваті очі, що забезпечують велике поле огляду і дозволяють помітити ворога. Олені й кенгуру здатні швидко набирати швидкість стрибками. Тобто і кенгуру й олені паралельно виробили в себе риси травоїдної пасовищної тварини, яка харчується не дуже калорійною рослинною їжею і повинна швидко тікати від раптових нападів хижаків.
Бурамісові з їх округлими мордочками, великими, звернутими вперед очима, що забезпечують бінокулярний зір і способом лазіння по гілках, що характеризується охопленням їх чіпкими долонями, дуже нагадують таких приматів як лорі (Loridae). А представники надродини Petauroidea нагадують вивірок та літяг.

## Систематика

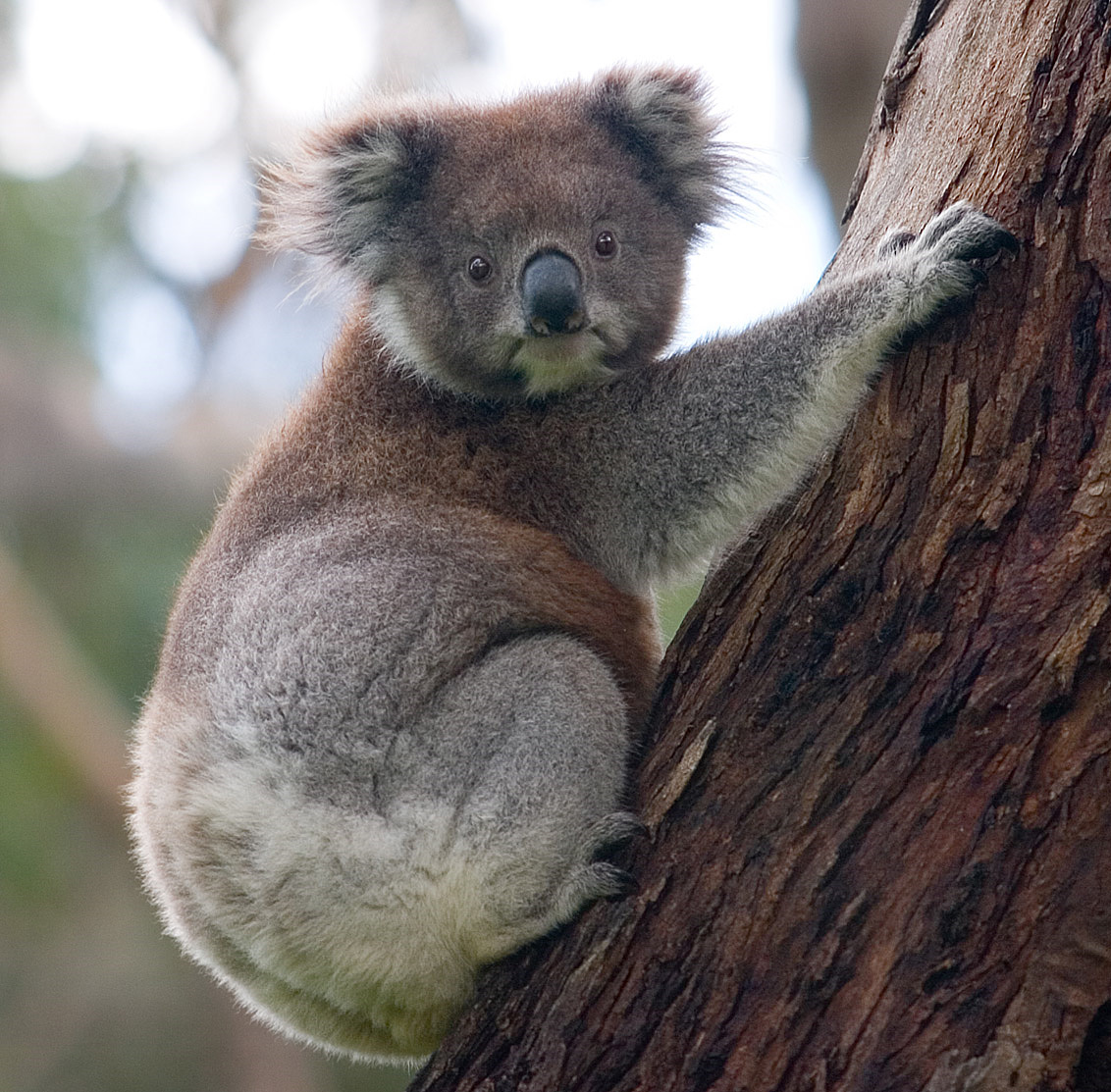
Коала сірий (Phascolarctos cinereus)

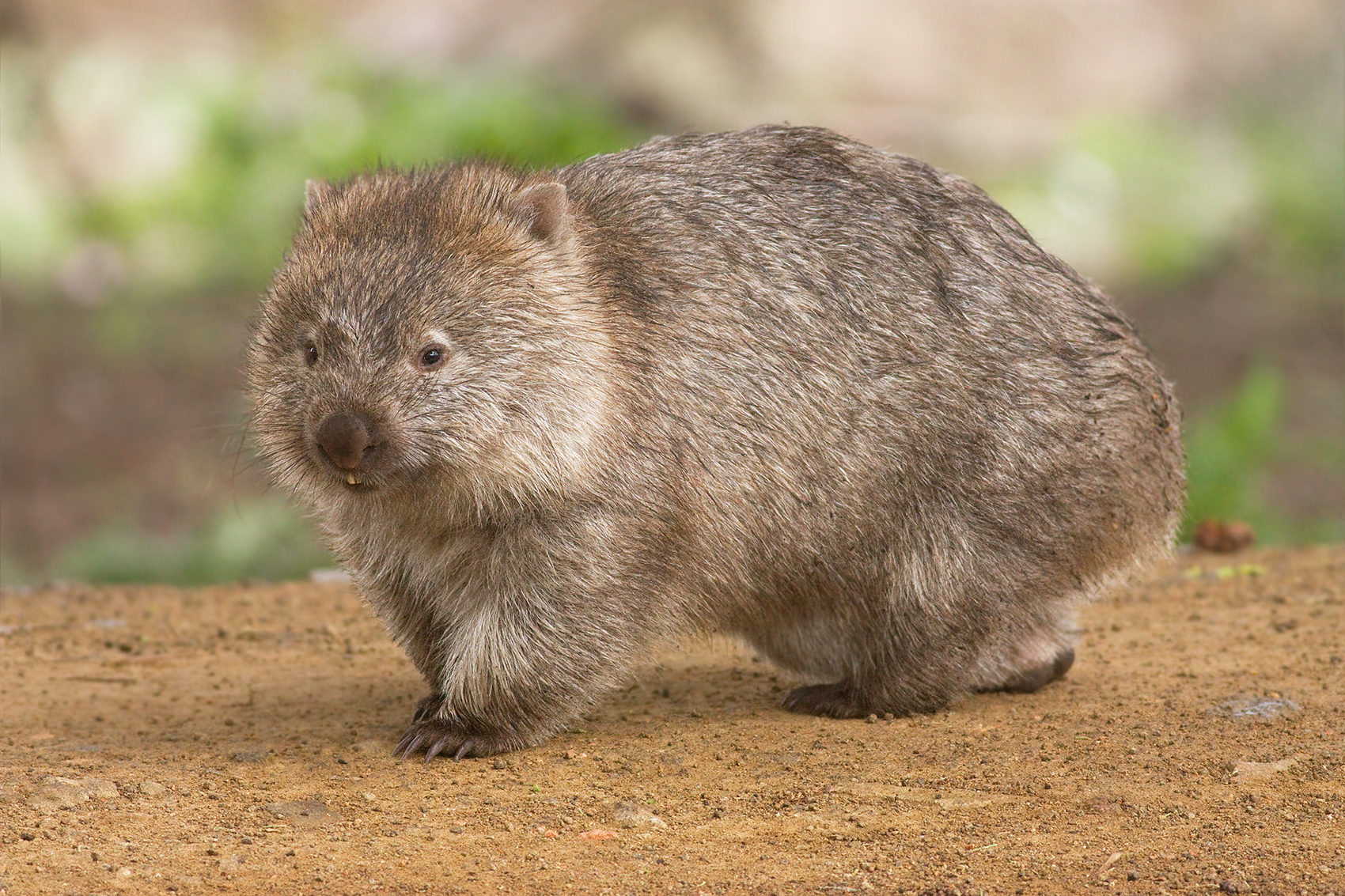
Вомбат ведмежий (Vombatus ursinus)

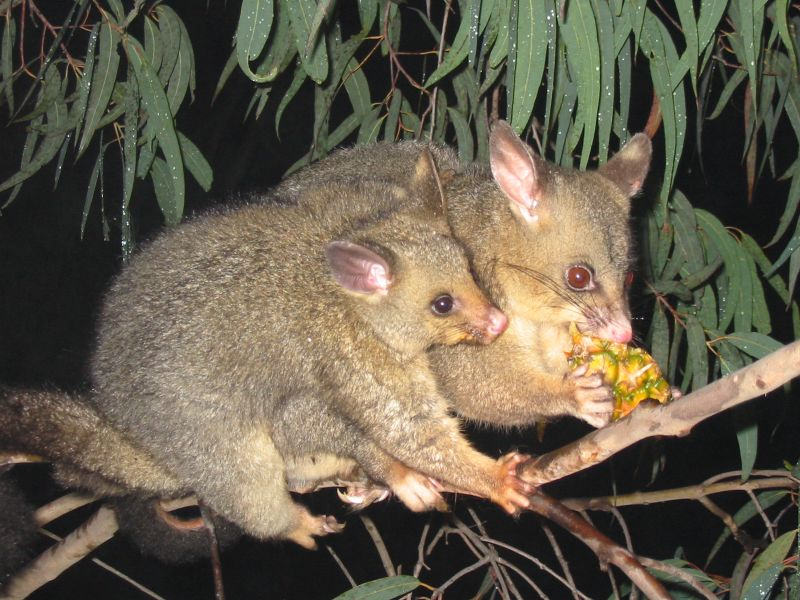
Trichosurus vulpecula — представник родини Phalangeridae

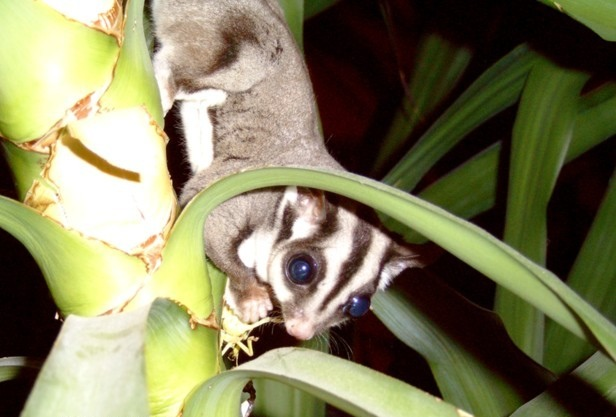
Petaurus breviceps — представник родини Petauridae

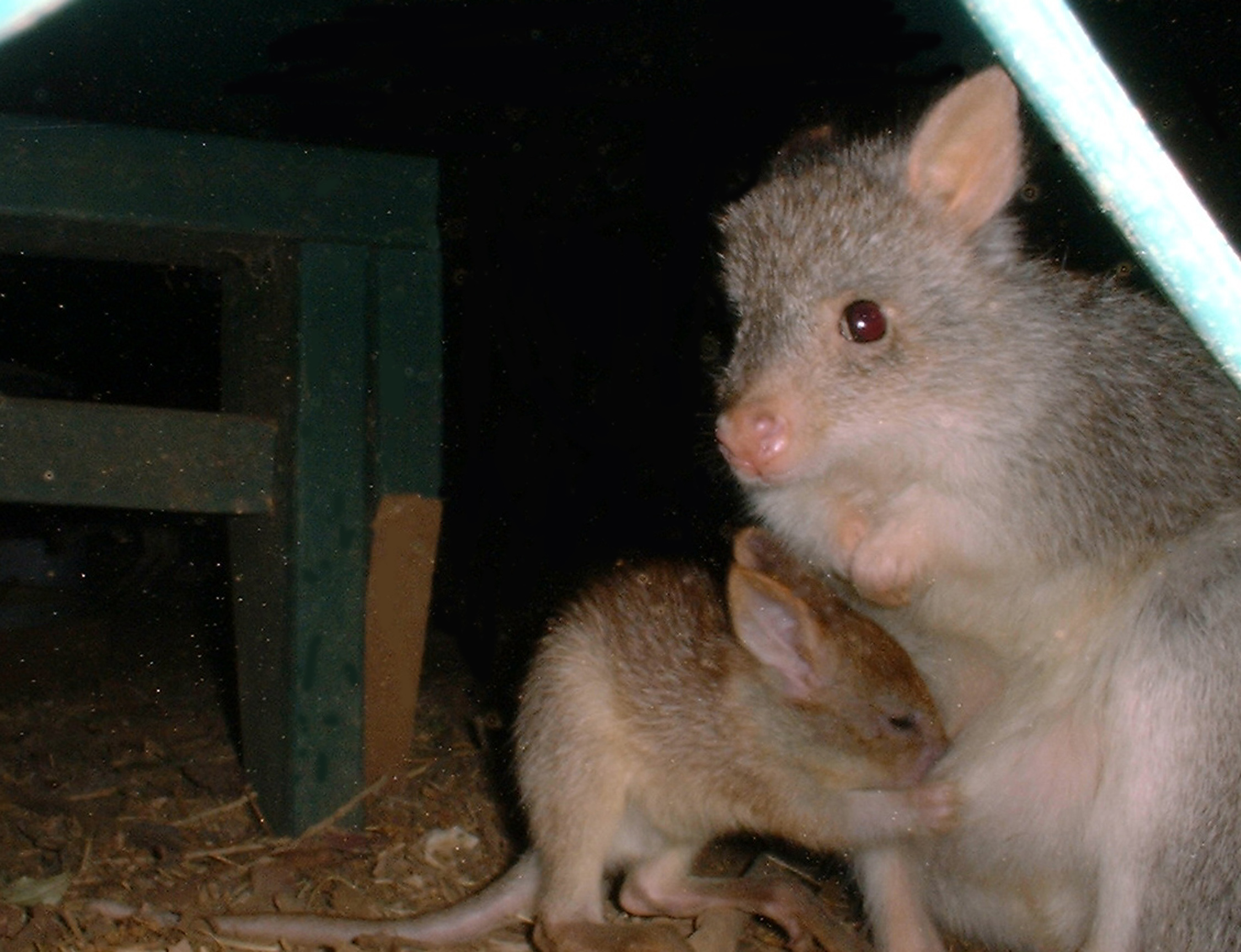
Руді кенгурові щури (Aepyprymnus rufescens)

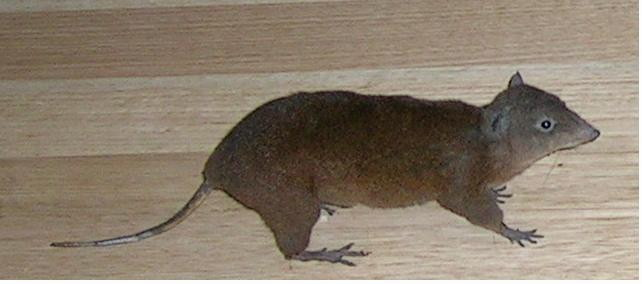
Hypsiprymnodon moschatus представник родини мускусних кенгурових щурів

Дворізцеподібним уперше дав назву «Diprotodontia» Овен (Owen) у 1866 році. У 1889 Коуп (Cope) описав їх як позасистемну кладу. Через два роки в 1891 Флауер (Flower) та Лідеккер (Lydekker) визначили Diprotodontia як підряд, пізніше в 1910 році цю думку підтримав Ґреґорі (Gregory).
Дворізцеподібних включали до різних вищих таксонів. У 1897 році Паркер (Parker) і Гасвел (Haswell) віднесли дворізцеподібних до Metatheria, цю класифікацію підтримав Новак (Nowak) у 1991 році. Інші ж вчені відносили їх до Marsupialia — Коуп (Cope) у 1889, Флауер (Flower) та Лідеккер (Lydekker) у 1891, Ґреґорі (Gregory) у 1910, Робертс (Roberts) в 2007. Мунемаса (Munemasa) в 2006 відніс ряд Diprotodontia до надряду Australidelphia.
Понад сотню видів дворізцеподібних поділяють на дві великі групи Вомбатовиді (Vombatiformes), до якої належать вомбатові (Vombatidae) та коалові (Phascolarctidae) і Phalangerida яка складається з двох підгруп — підгрупа кенгуру (Macropodidae, Potoroidae, Hypsiprymnodontidae) і підгрупа кускусів та посумів (Phalangeridae, Burramyidae, Petauridae, Pseudocheiridae, Tarsipedidae, Acrobatidae). Ці підгрупи ряд дослідників вважають окремими підрядами Macropodiformes та Phalangeriformes відповідно. При такому підході ряд дворізцеподібних складається з 3 підрядів — вомбатовидих, кенгуровидих та кускусовидих.
Вомбатовиді є, очевидно, найдавнішим відгалуженням дворізцеподібних, їх характерною ознакою є вкорочений хвіст, та сумка, що відкривається назад. Phalangerida ж є головним філогенетичним стовбуром ряду.
Монофілія вомбатовидих в цілому та двох родин підряду — вомбатових та коалових зараз вважається добре доведеною. Але йдуть суперечки щодо того чи є кускусовиді монофілетичною чи парафілетичною групою. Філогенетичні зв'язки всередині Phalangerida не є остаточно встановленими, але схоже, що запропонований Кіршем в 1997 році поділ дворізцеподібних на 3 підряди не є вірним бо, наприклад, деякі родини кускусовидих виявилися тісно пов'язані з кенгуровидими.
Ряд Дворізцеподібні (Diprotodontia)
- Рід †[24] Brachalletes
- Рід † Koalemas
- Підряд Вомбатовиді (Vombatiformes)
  - Родина Коалові (Phascolarctidae)
  - Родина Вомбатові (Vombatidae)
  - Родина † Іларієві (Ilariidae)
  - Родина † Дворізцеві (Diprotodontidae)
  - Родина † Palorchestidae
  - Родина † Thylacoleonidae
  - Родина † Wynyardiidae
  - Родина † Maradidae
- Підряд Кускусовиді (Phalangeriformes)
  - Надродина Кускусуваті (Phalangeroidea)
    - Родина Кускусові[25] (Phalangeridae)
    - Родина Бурамісові (Burramyidae)
    - Родина † Ектоподонові (Ektopodontidae)[26]
    - Родина † Міралінові (Miralinidae)[27]

  - Надродина Тагуануваті (Petauroidea)
    - Родина Тагуанові[25] (Petauridae)
    - Родина Посумові (Pseudocheiridae)
    - Родина Нектарокускусові (Tarsipedidae)
    - Родина Акробатцеві (Acrobatidae)
- Підряд Кенгуровиді (Macropodiformes)
  -     - Родина Кенгурові (Macropodidae)
    - Родина Поторуві або Кенгурові щури (Potoroidae)
    - Родина Мускуснокенгурові (Hypsiprymnodontidae)
    - Родина † Белберові (Balbaridae)
    - Родина або рід †Генгуру (Ganguroo)
    - Родина або рід †Galanarla

Серед інших сумчастих найближчими до дворізцеподібних ймовірно є представники рядів бандикутоподібних (Peramelemorphia) та сумчасті кроти (Notoryctemorphia).
Хоча в цілому ряд дворізцеподібних непогано вивчений, ще й досі вдається знаходити нові види. В Австралії на початку 1980-х були описані два нових види: Potorous longipes та Petrogale persephone. Наприкінці 1980-х і на початку 1990-х на Новій Гвінеї та північних Молуккських островах було відкрито чотири види Phalanger matanim, Dendrolagus scottae, Dendrolagus mbaiso, Phalanger alexandrae. Окрім того наприкінці XX століття було знайдено популяції трьох видів дворізцеподібних які вважалися вимерлими.

## Харчування

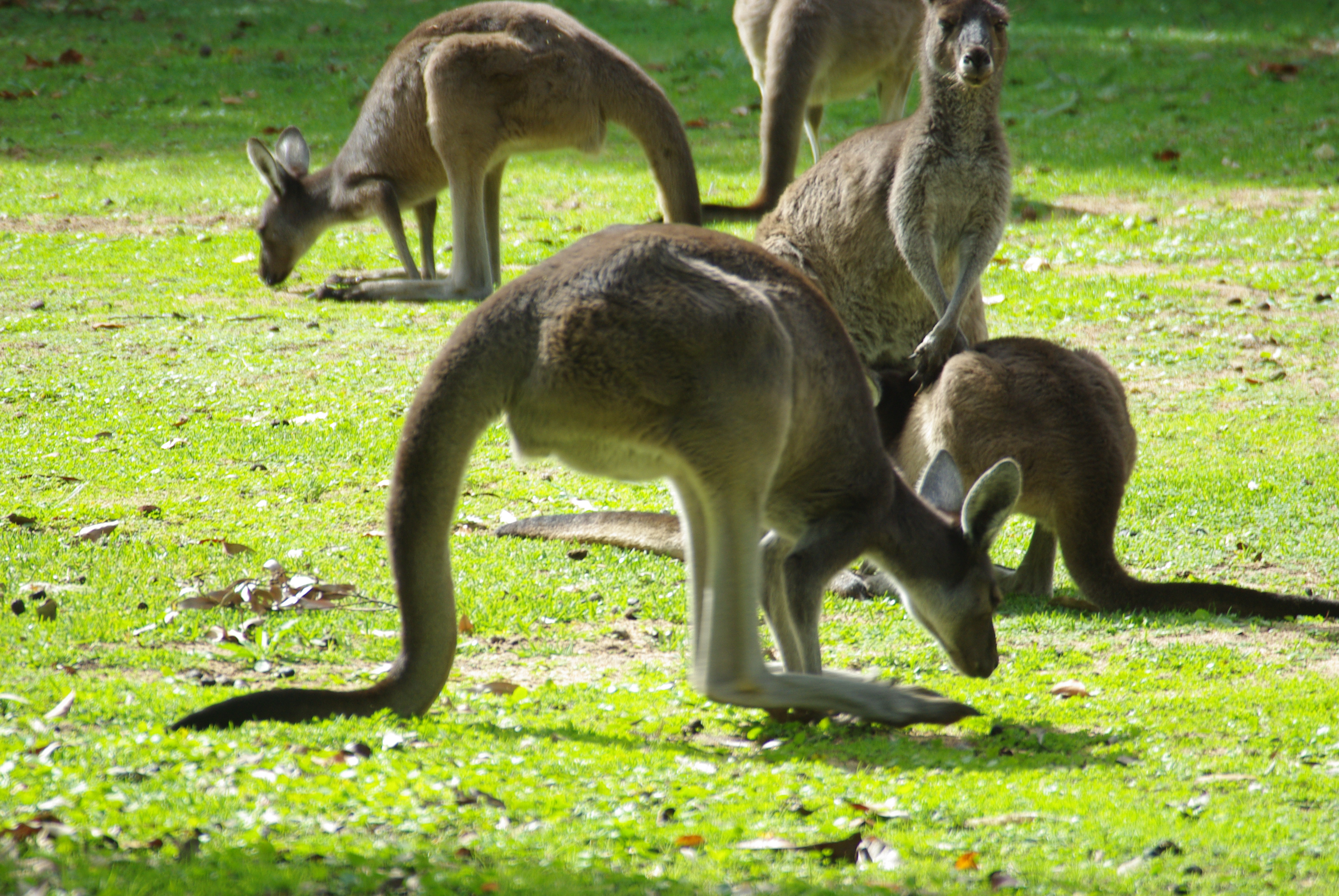
Стадо кенгуру пасеться на галявині

Дворізцеподібні еволюціонували як травоїдні, такими вони переважно залишилися й зараз. Навіть ті види, які зараз не харчуються рослинною їжею, походять від травоїдних предків. Австралія є старим континентом, на якому дуже давно не було значної геологічної активності, через це її ґрунти досить бідні на мінеральні речовини, а флора, відповідно, бідна. Тож травоїдні мусили пристосуватися до подібних несприятливих умов. У багатьох видів дворізцеподібних травний тракт збільшений чи подовжений для того щоб ліпше перетравлювати їжу й добувати з неї щонайбільше корисного — це дозволяє їм живитися травою та листям з низькою харчовою цінністю. Наприклад, кенгуру їдять помітно менше, ніж вівця чи інше плацентарне зіставного з ними розміру. Тобто вони економніші за жуйну тварину, тоді як жуйні є мало не найдосконалішими споживачами рослинної їжі серед хребетних. Тварини ж, які харчуються зовсім уже бідними кормами, на додаток до цього пристосувалися максимально економити енергію — наприклад, коали, що, як відомо, їдять евкаліптове листя, сплять по двадцять годин на добу. Коали та вомбати також економлять енергію, прогріваючись на сонці — підхід звичніший для холоднокровних тварин. Відіграє свою роль і знижений метаболізм сумчастих у порівнянні з плацентарними.
Деякі види дворізцеподібних є всеїдними і доповнюють свою рослинну їжу комахами, червами, дрібними хребетними — в цілому м'ясна їжа для таких тварин є не так джерелом калорій як протеїну. І лише деякі дрібні види є справжніми комахоїдами. Тварини виду Tarsipes rostratus навпаки мають довгі писочки й харчуються пилком та нектаром квітів.

## Поведінка
Кускусоподібні переважно сутінкові чи нічні тварини. Лише «кенгуровий мускусний щур» (Hypsiprymnodon moschatus) з Квінсленду веде виключно денний спосіб життя, а деякі з представників ряду, що мешкають в густих лісах, активні як удень, так і вночі. Деякі вночі пасуться на відкритих ділянка, а вдень повертаються під крону дерев. 
У цілому більшість видів цього ряду не є суто нічними тваринами і цілком можуть бути активними і вдень, особливо в тіні. Та й деякі нічні види після холодної ночі можуть зранку вилізти погрітися на сонечку. Взагалі прогрівання на сонці є важливою частиною стратегії економії енергії для деяких видів таких як коали та вомбати. Це пов'язано з низькокалорійними кормами, якими живляться ці тварини та зниженим метаболізмом сумчастих у порівнянні з плацентарними.

Burramys parvus — бураміс малий

Унікальним серед кускусоподібних є вид Burramys parvus — єдиний вид сумчастих, яке впадає в сплячку взимку і проводить в ній біля півроку. Деякі інші види можуть впадати в торпор в разі нестачі корму чи різкого зниження температури, наприклад Tarsipes rostratus та Acrobates pygmaeus.
Дворізцеподібні в цілому ведуть поодинокий спосіб життя. Навіть коли вони збираються в групи, в них не зафіксовано якогось складного соціального життя. Кенгуру збиваються в стада, які, однак, не мають ані чіткої ієрархії, ані якихось ознак співробітництва. Самці зазвичай домінують над самицями, але це зазвичай ніяк не виражається, а проявляється лише під час спарювання. Самці також більш мобільні, вони частіше міняють стада, в той час як самиці часто залишаються в материнській групі. Як уже згадувалося, ніякого спеціального співробітництва в таких стадах нема, але саме перебування серед інших представників свого виду підвищує безпеку особини, оскільки ворога можуть помітити інші.
Звичайно вомбати відвідують нори одне одного, але груп не утворюють. Коали часто об'їдають одне й те саме дерево, але роблять це в різний час. Лише один з видів вомбатів (вид?) утворює великі групи, до півсотні голів, що живуть у з'єднаних між собою норах.
Серед кускусоподібних є тварини як з постійними індивідуальними ділянками та житлами, так і кочівники. Більшість видів великих кенгурових є напівкочовими, особливо це стосується найбільшого з них — великого рудого кенгуру який у разі потреби може подолати понад 300 км у пошуках води та корму. Валабі не такі рухливі й хоч ніхто з кенгурових не будує собі лігва, зате малі кенгуру підшуковують для відпочинку добре затінені місця в заростях кущів. У деяких місцевостях, особливо в разі нестачі води, тварини жорстко конкурують між собою за подібні сховки. Щурові кенгуру будують лігва з трави та листя, які ховають у густих заростях. Вомбати риють собі глибокі нори.
Деревні види кускусоподібних в більшості роблять собі кубла. Багато видів використовує гнізда, зроблені птахами чи іншими видами ссавців, а також дупла, порожнисті стовбури тощо. На відміну від птахів, деревні кускусоподібні використовують кубла не для вигодовування потомства, а для відпочинку, тому будують їх для себе як самки, так і самці, при цьому, зазвичай, на своїй території тварина має кілька кубел.

## Розмноження

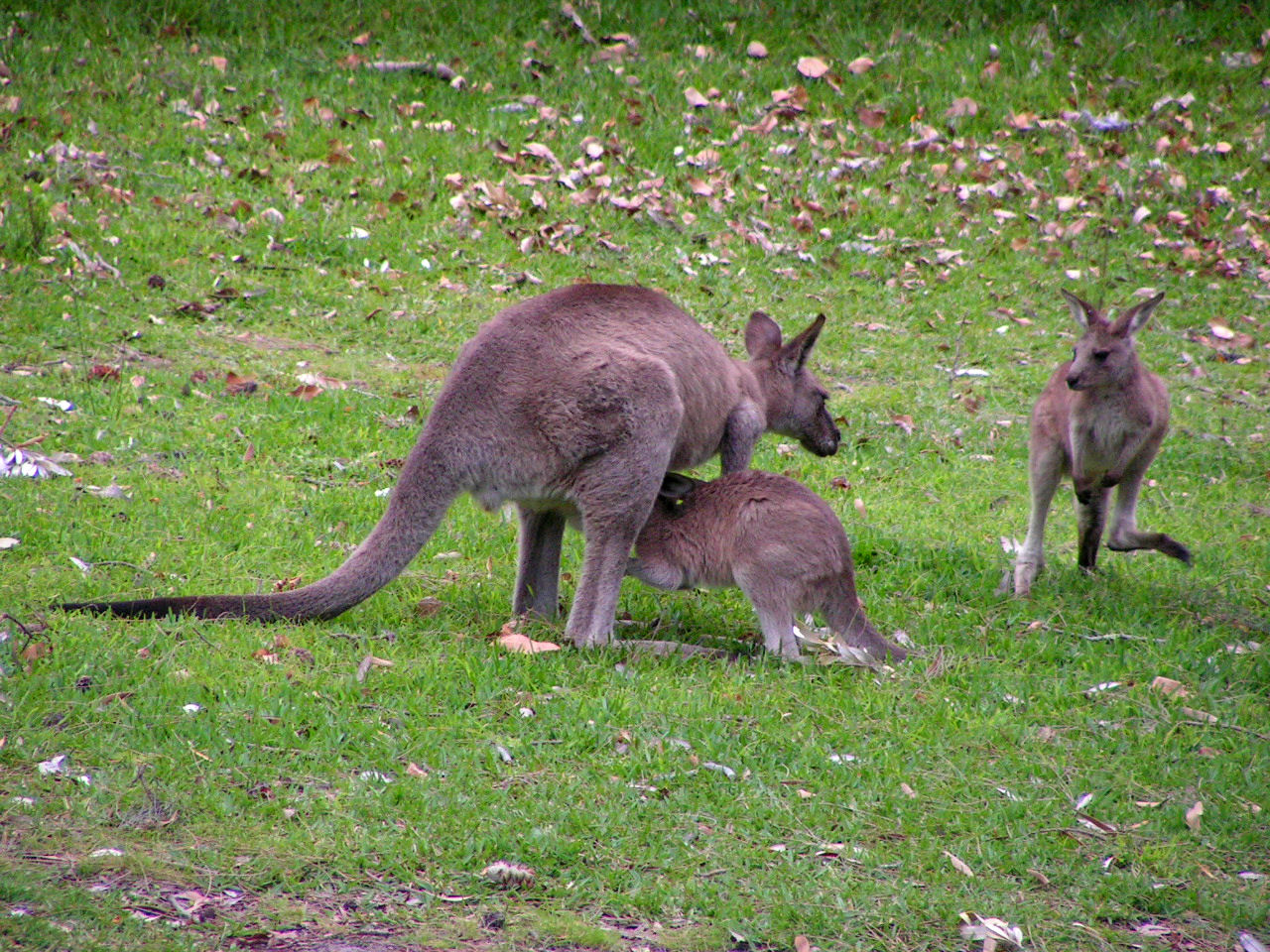
Велике дитинча кенгуру яке уже не влазить у сумку усе одно ще підживлюється материнським молоком. Ймовірно в сумці зараз на другому соску вже висить наступне маля, але його не видно.

Як і усі сумчасті, дворізцеподібні мають подвоєні статеві органи, так в самиць дві піхви та дві матки, а в самців подвійні пеніси. Родові канали в більшості сумчастих тимчасові й закриваються після родів, але в кенгурових та в медових кускусів вони постійні.
У дворізцеподібних типова для сумчастих коротка вагітність тривалістю від 2 тижнів до місяця. Дитинча народжується дуже маленьким і недорозвиненим. Після народження маля повзе в сумку до матері де міцно закріплюється до одного з сосків — після того як дитинча схопить його ротом сосок розбухає і заповнює ротову порожнину. Дитинча не може контролювати потік молока самостійно і міцно прикріплене до соска аж доки не виросте достатньо аби рухатися самостійно. Якщо народилося більше дитинчат аніж в матері сосків, то виживають лише ті, які встигли їх зайняти. Дитинчат народжується у більшості дворізцеподібних небагато — одне чи два. Лише в гірських кускусів може бути до восьми, але оскільки сосків у них лише 4, то усі інші гинуть.
У багатьох дворізцеподібних спостерігається таке цікаве явище як ембріональна діапауза. Вагітність в сумчастих настільки коротка, що вона не перериває звичайного циклу еструсу. Тому після народження першого малюка самиці швидко вагітніють знову, але доки сумка зайнята, розвиток ембріону не йде далі перших стадій. Однак як тільки народжене дитинча гине або покидає чи майже покидає сумку, як розвиток ембріону продовжується. Внаслідок цього в деяких видів час коли сумка вільна, може складати один день, а в інших в сумці можуть сусідити дитинчата різного віку. Цікаво, що в останньому випадку молоко в різних сосках з яких годуються такі дитинчата різне за хімічним складом. Фактично при явищі ембріональної діапаузи самиці майже увесь час вагітні, однак враховуючи розмір зародків це не є для їх організму скільки-небудь суттєвим навантаженням. Механізм ембріональної діапаузи регулюється тими самими гормонами, що відповідають за лактацію.
Перш ніж молодь виростає достатньо аби самостійно рухатися проходить від кількох тижнів до кількох місяців. Багато видів продовжують годувати своїх дитинчат і після їх виходу з сумки. Вомбати та кускуси нерідко після сумки певний час продовжують носити дитинчат на спині. Зазвичай проходить кілька місяців після виходу з сумки перш ніж тварини остаточно стануть самостійними і покинуть матір.
Більшість дворізцеподібних досить довгоживучі тварини — тривалість життя в дрібних видів варіює від 6 до 14 років, в коал наближається, а у вомбатів та великих кенгуру становить близько 20 років.

## Взаємодія з людьми

Найбільше сумчасте усіх часів Дворізець (Diprotodon) у порівнянні з людиною

Оскільки дворізцеподібні — найбільша та найрізноманітніша група сумчастих, вони мають чимале господарське та інше значення для людей. По-перше, дворізцеподібні, переважно кенгуру, досі є важливим об'єктом полювання заради м'яса та хутра. Шкіра кенгуру дуже м'яка, вона не вельми міцна, але еластична і приємна на дотик. Про масштаби полювання свідчить той факт, що в Австралії щороку видається до двох мільйонів дозволів на відстріл кенгуру, а їх м'ясо експортується в інші країни. Свого часу важливим об'єктом хутрового промислу також були коали, однак з 1930-х років їх було взято під охорону. Заради хутра полювали, а почасти й досі полюють і на інші види.
По-друге, дворізцеподібні часто виступають конкурентами домашній худобі — швидкі та витривалі кенгуру, пристосовані до бідних поживними речовинами австралійських рослин, виграють конкуренцію за пасовища в овець. Навіть більше, в багатьох напівпустельних місцевостях виявилося, що відстріл кенгуру є взагалі ефективнішим за вівчарство в таких несприятливих умовах. Взагалі, розчищаючи зарості кущів під пасовиська та створюючи ставки для водопою худоби в пустельній місцевості, люди в значній мірі створили додаткове сприятливе середовище для деяких видів кенгуру. З іншого боку зміна природних ландшафтів на агроценози значно скоротили екологічні ніші багатьох видів. Наприклад, якщо великий рудий кенгуру виграв від розчищення кущів, то чисельність багатьох дрібних видів кенгуру, так званих валабі, навпаки значно скоротилася.
Докладніше дивіться: Австралійська мегафауна
Не слід також забувати, що до приходу в Австралію людей, існувало значно більше родин та видів дворізцеподібних ніж зараз, причому серед них були найбільші в історії сумчасті розміром з носорога і великі хижаки розміром з левицю, а також триметрові кенгуру. Практично усі справді великі дворізцеподібні були винищені людьми внаслідок або безпосереднього полювання, або ж побіжно через зміну ландшафту, оскільки одним з найпоширеніших способів полювання були підпали. Аналіз залишків пилку та насіння свідчить, що протягом тисячоліть з часу появи на континенті людей картина поширеності більшості видів степових трав та багатьох інших рослин кардинально змінилася.